# Two Kinds of Love
Two Kinds of Love è un film muto del 1920 diretto da Reeves Eason (B. Reeves Eason).

## Trama
Ammalato, Fred Watson vagabonda per il paese, sperando di riacquistare la salute. Nei suoi giri, è accompagnato da Kate e dal figlio Bobbie, oltre al cane Mickey. Il gruppetto familiare un giorno arriva in un posto desolato, dove si trovano due baracche, una delle quali occupata da Dorgan, un ispido eremita che, dopo aver adocchiato Kate, concede ai nuovi venuti di occupare l'altra baracca che, al momento, è disabitata. La casupola appartiene a Mason, un galeotto che si trova in galera per aver ucciso il suo socio. In realtà, Mason è innocente. Graziato, torna a casa, amareggiato contro il mondo. Sarà la dolcezza di Kate ad ammorbidirlo. Lui le racconta, allora, che sta cercando, con l'aiuto di una mappa, di recuperare l'oro che aveva nascosto insieme al suo socio, ma che gli manca un pezzo del documento, sparito la notte in cui era stato ucciso il suo amico. Dorgan, invaghito di Kate, l'aggredisce. Mason corre in difesa della donna, scoprendo anche che il vero assassino del suo vecchio socio non è altri che Dorgan, che si era impossessato della mappa mancante la sera dell'omicidio.
Fred, sempre più grave, alla fine muore. Si viene così a sapere che Kate, al contrario di quello che tutti avevano sempre creduto, non era la moglie del morto, ma sua sorella. Mason, riavuto il suo oro, adesso può dichiararsi alla donna che ama.

## Produzione
Il film fu prodotto dall'Universal Film Manufacturing Company.

## Distribuzione
Distribuito dall'Universal Film Manufacturing Company, il film uscì nelle sale cinematografiche USA nel dicembre 1920.